# Repolho de Kerguelen
Pringlea antiscorbutica, o Repolho de Kerguelen é uma espécie da família da brassica. É o único membro do gênero Pringlea.

## Distribuição e habitat
É endêmica das ilhas Kerguelen e outras ilhas próximas 50º Lat. S, constantemente fustigada por ventos fortes. Isso torna a polinização impossível por insetos voadores, explicando por que esta espécie é de autofecundação. Em seu estado maduro, esta espécie apresenta várias adaptações ligadas à tolerância ao frio, como altos níveis de poliaminas, com possíveis adaptações e as respostas às poliaminas.
Esta planta se assemelha ao repolho comum, sendo da mesma família (Brassicaceae).
Ele foi chamado assim após a descoberta da Ilha Kerguelen, e seu nome genérico deriva de Sir John Pringle, presidente da Sociedade Real, no momento da sua descoberta pelo cirurgião James Cook, William Anderson em 1776.
Planta comestível contém níveis elevados de potássio. Suas folhas são ricas em vitamina C, o que fez nos anos de viagens marítimas longas, muito apreciada pelos marinheiros ingleses que sofrem de escorbuto, e o nome científico da espécie, se designa em latim.

## Taxonomia
Pringlea antiscorbutica foi descrita por R.Br. e Hook.f. e publicado em Flora Antarctica 2: 239, t. 90, 91. 1845.